# Prix Batchelor
Pour les articles homonymes, voir Batchelor.
Le prix Batchelor est un prix décerné tous les quatre ans par l'Union internationale de mécanique théorique et appliquée pour des recherches exceptionnelles en dynamique des fluides. Le prix de 25 000 dollars est parrainé par le Journal of Fluid Mechanics et présenté au Congrès international de mécanique théorique et appliquée (ICTAM). Les recherches reconnues par le prix auront normalement été publiées au cours de la période de dix ans précédant le prix afin de garantir que les travaux présentent un intérêt actuel.
Le prix est nommé en l'honneur de George Batchelor, mathématicien australien spécialiste de la mécanique des fluides,.

## Destinataires
Source : IUTAM
- 2008 : Howard A. Stone
- 2012 : Detlef Lohse
- 2016 : Raymond E. Goldstein, Université de Cambridge
- 2020 : Alexander Smits, Université de Princeton[4]
- 2024 : Charles Meneveau, Johns Hopkins University[5]

## Voir également
- Liste de prix de physique